# Familjen Brontë

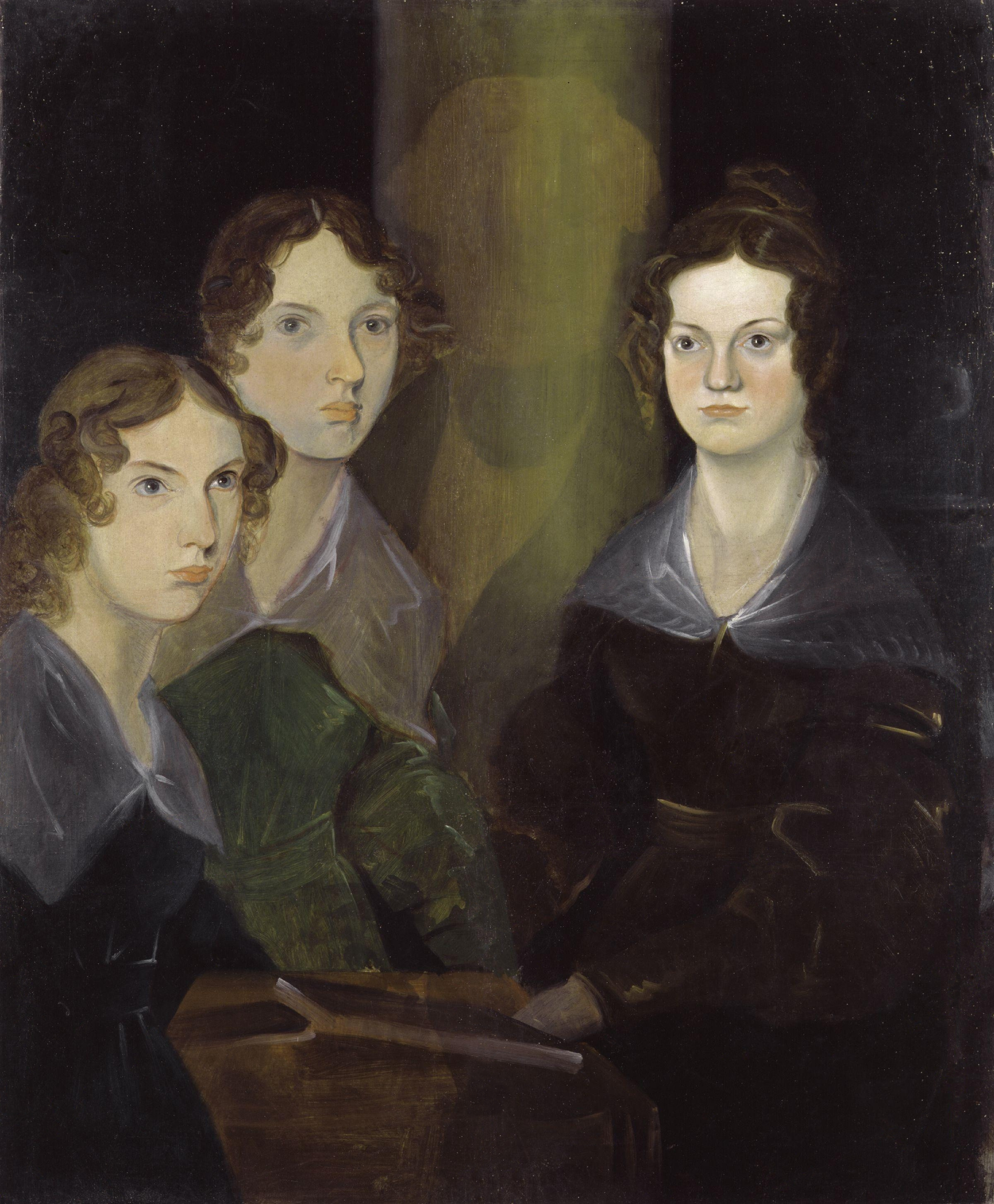
Anne, Emily och Charlotte Brontë.

Familjen Brontë var en engelsk konstnärlig familj som levde under början och mitten av 1800-talet och bestod av tre systrar, Charlotte Brontë, Emily Brontë och Anne Brontë, som alla var författare, samt deras bror Branwell Brontë, som var konstnär och poet.
Deras föräldrar var Patrick Brontë och Maria Brontë (född Branwell). När modern dog tog hennes syster Elizabeth Branwell över rollen som uppfostrare. Syskonen Brontë hade två äldre systrar, Maria och Elizabeth, som båda dog som barn. Även de övriga syskonen dog unga. Charlotte Brontë var äldst av de syskon som överlevde till vuxen ålder; när hon dog vid 38 års ålder 1855 hade hon överlevt alla sina yngre syskon. 
Systrarna hann dock publicera flera romaner som skulle komma att höra till Storbritanniens mest betydelsefulla, däribland Charlotte Brontës Jane Eyre (1847), Emily Brontës Svindlande höjder (1847) och Anne Brontës Främlingen på Wildfell Hall (1848). Systrarna använde de manliga pseudonymerna Currer (Charlotte), Ellis (Emily) och Acton (Anne) med det gemensamma efternamnet Bell.
Familjen Brontë har fått en krater uppkallad efter sig på planeten Merkurius, Brontekratern.